# Serie A 1953 (pallavolo maschile)
La Serie A maschile FIPAV 1953 fu la 8ª edizione del principale torneo pallavolistico italiano organizzato dalla FIPAV.
Era contemplato il pareggio. Il titolo fu conquistato dalla Minelli Modena; la Borsalino Alessandria si ritirò prima dell'inizio del torneo, mentre la Lazio Roma si ritirò nel corso del girone di ritorno; furono considerati validi i soli risultati conseguiti nel girone d'andata. Ferrovieri Parma, Robur Ravenna e Torrione Brescia furono penalizzati di un punto per la rinuncia rispettivamente alle gare di Trieste, Genova e ancora Trieste.

## Classifica
| Pos. | Squadra                  | Pt | G  | V  | N | P  | SV | SP |
| ---- | ------------------------ | -- | -- | -- | - | -- | -- | -- |
| 1.   | Minelli Modena           | 25 | 15 | 11 | 3 | 1  | 30 | 15 |
| 2.   | Multedo 1930 Genova      | 24 | 15 | 10 | 4 | 1  | 39 | 14 |
| 3.   | CRDA Trieste             | 17 | 15 | 5  | 7 | 3  | 30 | 25 |
| 4.   | Avia Pervia Modena       | 15 | 15 | 5  | 5 | 5  | 29 | 28 |
| 5.   | Ferrovieri Parma         | 15 | 15 | 7  | 2 | 6  | 27 | 28 |
| 6.   | Robur Ravenna            | 11 | 15 | 4  | 4 | 7  | 24 | 32 |
| 7.   | Vigili del Fuoco Venezia | 8  | 15 | 0  | 8 | 7  | 19 | 37 |
| 8.   | Torrione Brescia         | 6  | 15 | 2  | 3 | 10 | 19 | 37 |
| 9.   | Lazio Roma               | 4  | 8  | 0  | 4 | 4  | 11 | 20 |
| 10.  | Borsalino Alessandria    | –  | 0  | –  | – | –  | –  | –  |

| Campione d'Italia | Retrocesse in Serie B |

## Risultati

### Tabellone
|                | Brescia | Genova | Modena AP | Modena Minelli | Parma | Ravenna | Roma | Trieste | Venezia |
| -------------- | ------- | ------ | --------- | -------------- | ----- | ------- | ---- | ------- | ------- |
| Brescia        | XXX     | 0-3    | 2-2       | 1-3            | 1-3   | 3-1     | –    | 1-3     | 3-0     |
| Genova         | 3-0     | XXX    | 3-1       | 2-2            | 3-0   | 3-0     | 3-0  | 3-0     | 3-0     |
| Modena AP      | 3-1     | 1-3    | XXX       | 1-3            | 3-0   | 3-1     | –    | 2-2     | 3-0     |
| Modena Minelli | 3-1     | 2-2    | 3-0       | XXX            | 3-1   | 3-0     | –    | 3-0     | 3-1     |
| Parma          | 3-1     | 3-1    | 3-1       | 0-3            | XXX   | 3-0     | 3-1  | 3-1     | 2-2     |
| Ravenna        | 3-1     | 2-2    | 1-3       | 3-0            | 3-1   | XXX     | –    | 2-2     | 2-2     |
| Roma           | 2-2     | –      | 2-2       | 1-3            | –     | 2-2     | XXX  | –       | –       |
| Trieste        | 3-0     | 2-2    | 2-2       | 2-2            | 3-0   | 3-1     | 3-1  | XXX     | 2-2     |
| Venezia        | 2-2     | 1-3    | 2-2       | 0-3            | 2-2   | 1-3     | 2-2  | 2-2     | XXX     |